# Leia lineola
Leia lineola är en tvåvingeart som först beskrevs av Adams 1903.  Leia lineola ingår i släktet Leia och familjen svampmyggor.
Artens utbredningsområde är Kalifornien. Inga underarter finns listade i Catalogue of Life.